# Amir Hossein Zare
Amir Hossein Abbas Zare (in persiano امیرحسین عباس زارع‎; Amol, 16 gennaio 2001) è un lottatore iraniano, specializzato nella lotta libera e vincitore della medaglia di bronzo ai Giochi olimpici estivi di Tokyo 2020 nella categoria dei 125 kg. Ai mondiali di Oslo 2021 si è aggiudicato la medaglia d'oro, superando in finale il georgiano Geno Petriashvili.

## Palmarès
| Anno | Manifestazione              | Sede         | Evento | Risultato | Note |
| ---- | --------------------------- | ------------ | ------ | --------- | ---- |
| 2018 | Campionati asiatici cadetti | Tashkent     | 110 kg | Oro       |      |
| 2018 | Campionati mondiali cadetti | Zagabria     | 110 kg | Oro       |      |
| 2018 | Giochi olimpici giovanili   | Buenos Aires | 110 kg | Argento   |      |
| 2019 | Campionati asiatici junior  | Beirut       | 125 kg | Oro       |      |
| 2019 | Campionati mondiali junior  | Tallinn      | 125 kg | Argento   |      |
| 2019 | Campionati mondiali U23     | Budapest     | 125 kg | Oro       |      |
| 2021 | Giochi olimpici             | Tokyo        | 125 kg | Bronzo    |      |
| 2021 | Mondiali                    | Oslo         | 125 kg | Oro       |      |
| 2022 | Mondiali                    | Belgrado     | 125 kg | Bronzo    |      |
| 2023 | Mondiali                    | Belgrado     | 125 kg | Oro       |      |